# Clapier de Colongue (Adelsgeschlecht)

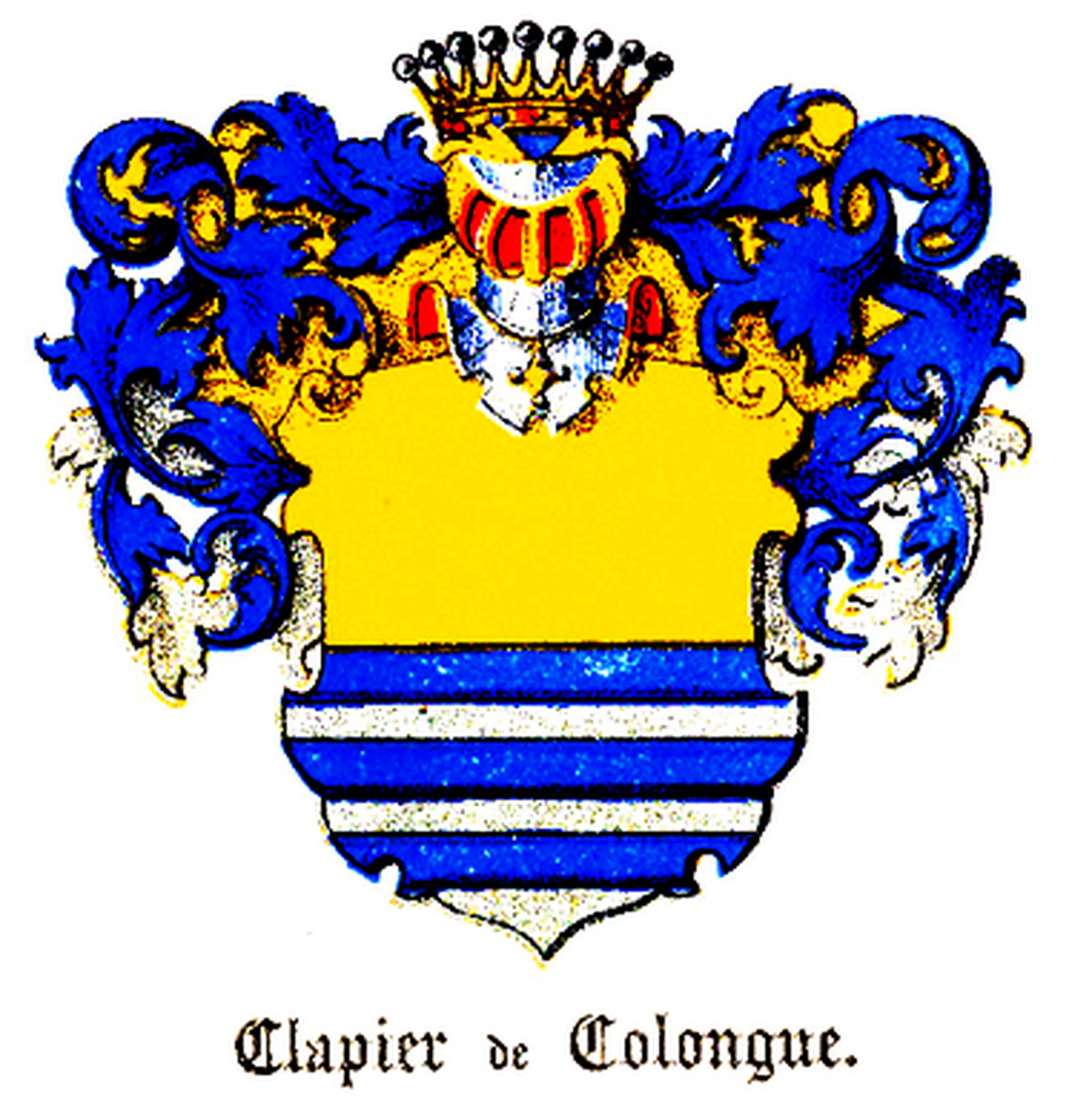
Wappen derer von Clapier de Colongue

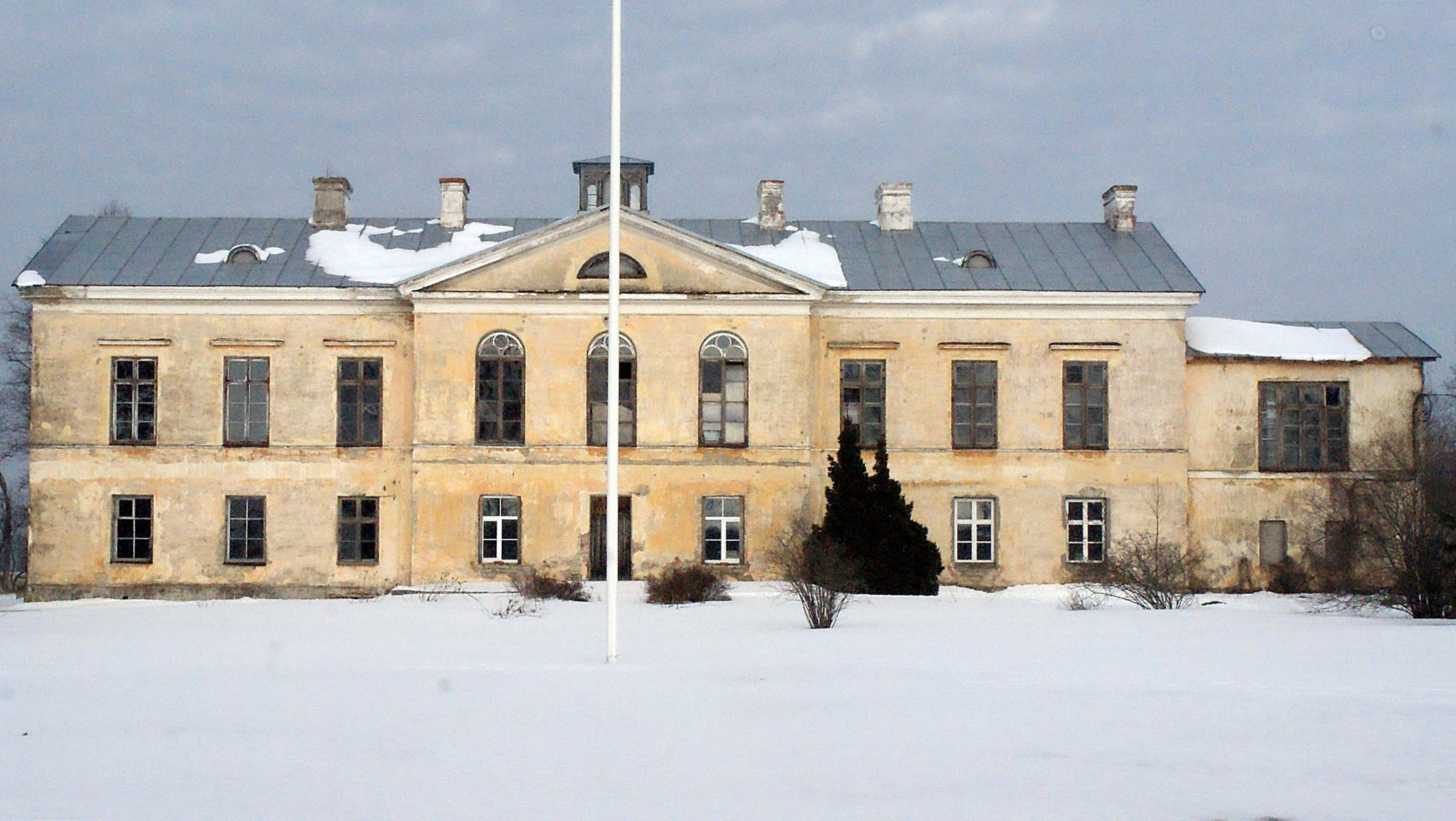
Herrenhaus Ontika in Estland, Sitz der Clapier de Colongues von 1780 bis 1919

Clapier de Colongue (russisch Клапье де Колонг) ist ein ursprünglich aus Andalusien stammendes baltisches Adelsgeschlecht.

## Geschichte
Der aus Andalusien stammende Juan (Jean) de Clapiers, vormaliger Feldherr Robert von Anjous, ließ sich im 14. Jahrhundert in Frankreich nieder. Für das Jahr 1343 ist ein Lehen in der Provence belegt. Jean de Clapiers starb 1350.
Kapitän Alexander Clapier de Colongue (1685–1743) zog 1712 nach Russland, wo er als Militäringenieur diente und schnell zum Oberst befördert wurde. Bereits 1719 war er Leiter der Ingenieur-Schule in Sankt Petersburg und Kommandeur der Ingenieur- und Mineur-Kompanien. Es folgte die Beförderung zum Generalmajor und 1722 die Berufung zum Generaldirektor des gesamten russischen Militäringenieurwesens.
Nach Erwerb der estnischen Güter Samm (heute Samma) und Arrohof (heute Are) erhielt er im Jahr 1734 das estnische Indigenat. Er gilt als Stammvater des Geschlechts. Viele seiner Nachkommen schlugen ebenfalls eine militärische Laufbahn in der russischen Armee und Marine ein.
Ab 1780 besaß die Familie das Gut Ontika, das Generalleutnant Johann Clapier de Colongue (1719–1789) im Jahr 1783 zum Majorat stiftete.
Peter Clapier de Colongue (1842–1906) erhielt 1867 das livländische Indigenat und wurde in die Livländische Ritterschaft aufgenommen.
1919 wurde die Familie im Zuge der estnischen Landreform enteignet. Seit 1938 ist die Familie in Deutschland ansässig.

## Wappen
Das Wappen ist geteilt, oben gold und ledig, unten von Blau und Silber fünf Mal geteilt. Der Helm mit gold-blau-silbernen Decken ohne Kleinod, aber bekrönt mit neunperliger Grafenkrone.

## Angehörige
- Alexander Clapier de Colongue (1685–1743), französischer Offizier und Ingenieur
- Luc de Clapiers, Marquis de Vauvenargues (1715–1747), französischer Philosoph, Moralist und Schriftsteller
- Johann Clapier de Colongue (1719–1789), russischer Generalleutnant und Generalgouverneur von Sibirien
- Jacob Clapier de Colongue (1724–1806), preußischer General der Infanterie
- Konstantin August Clapier de Colongue (1821–1899), russischer Marineoffizier
- Jean Alexander Heinrich Clapier de Colongue (1839–1901), russischer Gelehrter für Navigation und Generalmajor der russischen Armee
- Peter Alexander Leopold Clapier de Colongue (1842–1906), livländischer Jurist
- Konstantin Konstantinowitsch Clapier de Colongue (1859–1944), russischer Marineoffizier